# Ludwig Turban der Jüngere
Ludwig Turban der Jüngere (* 14. Juli 1857 in Mannheim; † 27. November 1930 in Karlsruhe; evangelisch) war ein seit 1882 im badischen Staatsdienst stehender Jurist und Amtsvorstand, vergleichbar mit einem heutigen Landrat.

## Familie
Ludwig Turbans Vater war Ludwig Turban der Ältere (1821–1898), Staatsminister und Präsident der badischen Oberrechnungskammer. Die Mutter war Sophie geb. Heyse. Er heiratete am 15. September 1884 in Karlsruhe Amalie geb. Wundt (* 20. März 1860 in Neckargemünd; † 1. Juli 1942 in Karlsruhe), Tochter des Friedrich Wundt, Privatier und Stadtrat in Karlsruhe. Aus dieser Ehe entstammen fünf Kinder: Karl (* 5. September 1885), Emil (* 2. Dezember 1886), Ernst (* 13. September 1889), Paul Victor (* 15. Juni 1893) und Elisabeth (* 6. Dezember 1895).

## Ausbildung
Nach dem Besuch des Karlsruher Lyzeums, wo er am 6. August 1873 das Abitur ablegte, begann er ab dem Wintersemester 1874/75 das Studium der Rechtswissenschaften an der Universität Straßburg, das er zum Wintersemester 1875/76 an der Universität Leipzig fortsetzte. Ab dem Wintersemester 1876/77 studierte er an der Universität Heidelberg, wo er am 20. Mai 1879 sein Studium mit der Promotion zum Dr. iur. utr. abschloss. Mit dem Bestehen des ersten Staatsexamens wurde er zum 1. April 1879 Rechtspraktikant. In seiner weiteren Ausbildung durchlief er folgende Stationen: Amtsgericht Karlsruhe, Bezirksamt Karlsruhe, Oberlandesgericht Karlsruhe, Bezirksamt Konstanz, Bezirksamt Stockach und Staatsanwaltschaft Konstanz. Das zweite Staatsexamen schloss er am 1. Juli 1882 mit der Note hinlänglich erfolgreich ab.

## Laufbahn
- 30. Juni 1882 im Sekretariat des Justizministeriums
- 11. Juli 1883 Amtsgehilfe beim Bezirksamt Überlingen
- 17. November 1883 Dienstverweser beim Bezirksamt Bühl
- 9. April 1884 Amtmann beim Bezirksamt Rastatt
- 5. April 1888 Amtmann beim Bezirksamt Konstanz
- 10. August 1889 Amtmann beim Bezirksamt Neustadt und dort am 2. Februar 1890 zum Oberamtmann befördert
- 2. November 1894 Oberamtmann beim Bezirksamt Ettenheim
- 14. Juni 1899 Oberamtmann beim Bezirksamt Durlach und dort am 11. April 1902 zum Geheimen Regierungsrat ernannt
- 1. Oktober 1914 zum Kollegialmitglied des Verwaltungshofes in Karlsruhe ernannt
- 1. Oktober 1919 in den Ruhestand versetzt

## Auszeichnungen
- 1886 Preußische Landwehr-Dienstauszeichnung 2. Klasse
- 1896 Ritterkreuz 1. Klasse des Zähringer Löwen-Ordens
- 1905 Ritterkreuz 1. Klasse mit Eichenlaub des Zähringer Löwen-Ordens
- 1899 Preußischer Kronen-Orden 3. Klasse
- 1902 Badische Jubiläumsmedaille
- 1906 Badische Friedrich-Luisen-Medaille
- 1914 Ritterkreuz vom Orden Berthold des Ersten
- 1916 Badisches Kriegsverdienstkreuz
- 1917 Preußisches Verdienstkreuz für Kriegshilfe